# Isaac Goldemberg
Isaac Goldemberg Bay, né à Chepén au Pérou le 15 novembre 1945, est un écrivain, poète et dramaturge péruvien. Il est notamment membre de l'Académie nord-américaine de la langue espagnole (en) (ANLE) depuis août 2011.
Son roman le plus emblématique « La vie à crédit de Jacobo Lerner » (La vida a plazos de don Jacobo Lerner (es)), racontant les errances d'un commerçant juif au Pérou, lui a valu des éloges de Mario Vargas Llosa, Alfredo Bryce Echenique, José Emilio Pacheco, entre autres. 

## Biographie
Source consultée : ChepenCultural
Né à Chepén en 1945 d'un père russe, Isaac Goldemberg part à Lima en 1953 et étudie aux collèges León Pinelo et Leoncio Prado de la capitale. À l'âge de 16 ans, il part pour Israël et y reste jusqu'en 1963. Après un bref séjour à Barcelone, il part vivre aux États-Unis en 1964, pays où il réside toujours.
En 1978, il écrit son livre le plus célèbre, « La vie à crédit de Jacobo Lerner », considéré par le National Yiddish Book Center comme faisant partie des 100 œuvres les plus importantes de la littérature juive mondiale de ces 150 dernières années. Son œuvre contient beaucoup de romans et de pièces de théâtre. On peut citer à titre d'exemple : Tiempo de Silencio (1970), De Chepén a la Habana (1973), Hombre de Paso (1981), Tiempo al Tiempo (1984), La Vida al Contado (1992), El Gran Libro de América Judía (1998), Cuerpo del Amor (2000), Las Cuentas y los Inventarios (2000), Hotel América (2000), El Nombre del Padre (2001), Peruvian Blues (2001), Los Autorretratos y Las Máscaras (2002), La vida son los ríos (2005), Tierra de nadie (2006), Décimas y canciones de fino amor (2007) ou encore le Libro de las transformaciones (2007).
En 2004, il publie Los Cementerios Reales, un recueil de 120 poésies qui se veut un clin d'œil aux Comentarios Reales de los Incas, célèbre œuvre du XVIe siècle d'Inca Garcilaso de la Vega.
Il a reçu plusieurs prix dont le Premio Estival 2003 au Venezuela, pour son œuvre Golpe de Gracia, Farsa en un Acto. Il a également obtenu l'Ordre de Don Quichotte (Orden de Don Quijote) émanant de l'Université de Saint John de New York et de la Société nationale honoraire hispanique (Sociedad Nacional Honoraria Hispana), créée au sein du monde universitaire américain. 
Ancien professeur à l'Université de la ville de New York de 1972 à 1986, il dirige actuellement le magazine culturel Hostos Review ainsi que l'Institut d'écrivains latino-américains, basé au Hostos Community College de New York, où il enseigne. Récemment, il a accepté de diriger le Comité d'écrivains péruviens à l'étranger.

## Œuvres
Source consultée : www.asale.org
| - De Chepén a La Habana (1973) - La vida a plazos de don Jacobo Lerner (1978) - Hombre de paso (1981) - Tiempo al tiempo (1984) - El Libro de la Escritura (1989) - La vida al contado (1992) - Misterios (1996) - El gran libro de América judía (1998) - Hotel AmériKKa (2000) |  | - Peruvian blues (2001) - El nombre del padre (2001) - Golpe de gracia (2003) - Los Cementerios Reales (2004) - La vida son los ríos (2005) - Tierra de nadie (2006) - Libro de las transformaciones (2007) - Monos azules en Times Square (2008) - Acuérdate del escorpión (2010) |